# Тайната градина (сериал)
„Тайната градина“ (на корейски: 시크릿 가든; на английски: Secret Garden) е южнокорейски сериал, който се излъчва от 13 ноември 2010 г. до 16 януари 2011 г. по SBS. Главните роли се изпълняват от Ха Джи-уон и Хьон Бин, които получават наградата „Любима двойка на десетилетието“ за партньорството си в сериала. Драмата се приема положително от критиците и публиката и печели над 20 награди, като е номинирана в над 35 категории.

## Сюжет
Кил Ра-им е каскадьорка, а Ким Джу-уон – арогантен главен изпълнителен директор. Когато двамата се срещат, Джу-уон е привлечен от Ра-им, макар и да се опитва да го отрече. Въпреки че първоначално го отблъсква, Ра-им постепенно също започва да изпитва чувства към Джу-уон.
Една вечер двамата попадат на мистериозен остров, където странна жена им предлага да пийнат алкохолни напитки. Когато на следващата сутрин се събуждат, Кил Ра-им и Ким Джу-уон осъзнават, че телата и душите им са разменени.
Ще помогне ли „магията“ да се опознаят по-добре и да се влюбят?

## Актьори
- Ха Джи-уон – Гил Ра-им
- Хьон Бин – Ким Джу-уон
- Юн Санг-хьон – Че У-йонг (Оска)
- Ким Са-ранг – Юн Съл
- И Филип – Им Чонг-су
- И Чонг-сук – Хан Те-сун
- Ю Ин-на – Им А-йонг
- Ким Сонг-о – секретар Ким
- Пак Джун-гъм – Мун Бун-хонг

## В България
В България сериалът започва да се излъчва премиерно на 8 септември 2022 г. по bTV Lady всяка делнична вечер от 23:00 ч.